# أبو علي الحسين بن محمد الآدمي
أبو علي الحسين بن محمد الآدمي (ازدهر في بغداد، حوالي 925 م) هو صانع أدوات علمية، عربي مسلم، كتب عملاً موجودًا عن المزولة الرأسية. وبحسب البيروني، كان الأدمي أول من صنع «قرص الكسوف»، وهي أداة تُوضح كسوف الشمس وخسوف القمر. وهو والد ابن الآدمي.